# Service Implementation Bean
Um Service Implementation Bean (SIB), ou em português literal Bean de Implementação de Serviço, é um termo usado na Plataforma Java Enterprise Edition, para um objeto Java que implementa um serviço web. Ele pode ser um POJO ou um EJB de sessão sem estado. A interface Java de um SIB é chamada de Service Endpoint Interface (SEI).